# Оли-Сомон (район Рудаки)
Оли-Сомон (тадж. Оли Сомон; до 2008 года — Оли Совет) — село в районе Рудаки Республики Таджикистан. Входит в состав джамоата (сельской общины) Зайнабобод района Рудаки.
Находится на расстоянии 2 км от райцентра (пгт. Сомониён) и 7 км от центра общины (село Комсомол).
Население — 3189 чел. (2017).